# Orphanet
Orphanet — це європейський вебсайт, що надає інформацію про орфанні препарати та рідкісні захворювання. Він містить контент як для лікарів, так і для пацієнтів. Адміністративний офіс знаходиться в Парижі, а офіційним медичним журналом є журнал Orphanet Journal of Rare Diseases, що видається від імені BioMed Central
Вебсайтом керує консорціум академічних установ із 40 країн, який очолює Inserm. Станом на жовтень 2020 року сайт надає інформацію про понад 6100 рідкісних захворювань та 5400 генів.